# San Felipe Usila
San Felipe Usila è un comune del Messico, situato nello stato di Oaxaca.